# NGC 3950
NGC 3950 is een elliptisch sterrenstelsel in het sterrenbeeld Grote Beer. Het hemelobject werd op 27 april 1875 ontdekt door de Ierse astronoom Lawrence Parsons.

## Synoniemen
- MCG 8-22-30
- PGC 37294